# Charaxes schoutedeni
Charaxes schoutedeni är en fjärilsart som beskrevs av Ghesquière 1933. Charaxes schoutedeni ingår i släktet Charaxes och familjen praktfjärilar. Inga underarter finns listade i Catalogue of Life.